# Mobsters
Mobsters (en español, El imperio del crimen o El imperio del mal) es una película de gánsteres de 1991 dirigida por Michael Karbelnikoff. Ambientada en la ciudad de Nueva York, entre 1917 y 1931, retrata la creación de La Comisión y el ascenso de «Lucky» Luciano, Meyer Lansky, Frank Costello y «Bugsy» Siegel, interpretados en el filme por Christian Slater, Patrick Dempsey, Costas Mandylor y Richard Grieco, respectivamente.

## Trama
La historia se centra en Lucky Luciano y Meyer Lansky, integrantes de la mafia desde jóvenes. Primero como criminales comunes en el barrio y luego como traficantes de alcohol durante la ley seca, ambos luchan por eliminar la mafia actual y separarla en Cinco Familias. Bugsy Siegel y Frank Costello se encargan del aspecto físico de la operación, mientras que Luciano y Lansky llevan a cabo la parte cerebral del negocio.

## Reparto
- Christian Slater como Charlie «Lucky» Luciano
- Patrick Dempsey como Meyer Lansky
- Richard Grieco como Benjamin «Bugsy» Siegel
- Costas Mandylor como Frank Costello
- Andy Romano como Antonio Luciano
- Robert Z'Dar como Rocco
- Michael Gambon como Don Faranzano
- Anthony Quinn como Don Masseria
- Chris Penn como Tommy Reina
- F. Murray Abraham como Arnold Rothstein
- Nicholas Sadler como «Mad Dog» Coll
- Lara Flynn Boyle como Mara Motes
- Joe Viterelli como Joe Profaci
- Rodney Eastman como Joey
- Titus Welliver como Al Capone